# Витерих
Витерих је био визиготски краљ између 603. и 610. године. Владао је након Лиуве II, кога је збацио с престола 602. године.
У пролеће 602, Витерих, један од конспиратора у завери Суне из Мериде који је хтео да поново успостави аријанство (589), добио је команду над војском која је требало да протера Византинце са Иберијског полуострва (види: Спанија). Витерих се окружио људима од поверења и кад је дошло време, уместо да крене против Византинаца, Витерих је искористио своју војску и сменио краља у пролеће 603. године. Напао је краљевску палату и сменио младог краља. Највероватније је да је имао подршку код једног дела племства које је било против Леовигилдове династије. Витерих је одсекао десну руку младом краљу (што га је по визиготским законима, онемогућавало да влада), а затим га и осудио на смрт и погубио у лето 603. године.
Витерих је провео неко време борећи се против Византинаца у Спанији. Током његове владавине, један од његових војсковођа, је заузео Сагонтију (или Гизгонзу) вероватно око 605. године. Такође је заузет Бигаструм (близу Картахене) јер бигаструмски бискуп се појављује на Сабору у Толеду 610. године.
Године 606. његова кћерка, Ерменберга, удала се за франачког краља Бургундије, Теодориха II. Стигла је у Шалон сир Саон, али су регента, краљева баба Брунхилда, и Теодорикова сестра Теудила (или Теудилана) окренуле Теодориха против своје невесте, те ју је он осрамотио вративши је 607. године кући без мираза. Дубоко увређен, Витерих је склопио четвороструки савез против бургундијског краља. Придружили су му се аустразијски краљ Теудеберт II, неустријски краљ Хлотар II и ломбардијски краљ Агилулф. Овај савез изгледа није имао много успеха. Не постоје никакви записи о томе да ли је уопште дошло до било какве битке, осим једне, близу Нарбоне. Исидор Севиљски помиње ову битку, наводећи да се вероватно радило о безначајним сукобима у којима су очигледно Визиготи изгубили.
Априла 610. године, његови противници, католичко племство, убили су га на једној гозби. Његово тело је затим било вучено кроз улице Толеда. Племићи су прогласили новог краља, војводу од Нарбона, Гундемара.